# Eleição papal de 1280–1281

Brasão papal de Sua Santidade o Papa Martinho IV

A eleição papal de 1280–1281 foi a reunião de eleição papal realizada após a morte do Papa Nicolau III. Durou de 22 de setembro de 1280 a 22 de fevereiro de 1281 e resultou na eleição do cardeal Simon de Brion como Papa Martinho IV.
A eleição prolongada é única devido à remoção violenta de dois cardeais - Matteo Rosso Orsini e Giordano Orsini - pelos magistrados de Viterbo sobre as acusações de que estavam "impedindo" a eleição. Apenas uma década antes, os magistrados de Viterbo tiveram de intervir na eleição papal de 1268–1271, retirando as telhas do Palazzo dei Papi di Viterbo para acelerar o término do impasse. A expulsão dos Orsini e a eleição subseqüente de Simon de Brion foi devido à influência de Carlos I de Nápoles ("Carlos de Anjou"), que estava presente em Viterbo para a eleição.

## Contexto
A reunião anterior dos cardeais, a eleição papal de 1277, se arrastou por seis meses, já que os seis cardeais eleitores (o menor na história da Igreja Católica Romana), ficaram divididos igualmente entre as facções romanas e angevina. O idoso Giovanni Gaetano Orsini foi eleito Papa Nicolau III, para a insatisfação de Carlos I de Nápoles, a quem os três cardeais franceses apoiaram.
Anteriormente, o Papa Clemente IV havia coroado Carlos I Rei de Nápoles e Sicília (anteriormente um feudo papal), mas não conseguiu agrupar suficientemente o Colégio Cardinalício com cardeais aliados. Após a morte de Clemente, a eleição papal de 1268–1271, foi a mais longa na história da Igreja Católica Romana, onde foi eleito o forasteiro Teobaldo Visconti como o Papa Gregório X, que em seu papado defendeu um pouco mais do que a defesa das Cruzadas. Embora Gregório X tivesse emitido uma bula papal Ubi periculum (1274), a obrigatoriedade de diminuir as condições de sobrevivência dos cardeais em um conclave papal para acelerar eleições papais disputadas, a bula não estava em vigor no momento desta eleição, tendo sido revogada pelo Papa João XXI.

## Cardeais eleitores
Na época da morte de Nicolau III o Sagrado Colégio tinha 13 cardeais (9 italianos, três franceses e um português), dos quais 7 foram nomeados pelo Papa Urbano IV e 6 pelo Papa Nicolau III. Destes, três eram parentes de Nicolau III (Matteo, Latino e Giordano Orsini), apesar de um deles (Matteo) ter sido criado cardeal por Urbano IV. Da eleição inicialmente participaram todos, mas em uma reunião, dois dos cardeais foram presos e não participaram na votação final.

### Cardeais presentes
| Criado por              | Cardeais | Por Cento |
| ----------------------- | -------- | --------- |
| Papa Clemente IV (CIV)  | 01       | 7,14 %    |
| Papa Urbano IV (UIV)    | 06       | 42,86 %   |
| Papa Nicolau III (NIII) | 07       | 50 %      |
| Total                   | 14       | 100 %     |

1. Ordonho Alvares, deão do Sacro Colégio (NIII)
2. Bentivegna de Bentivegni, O.F.M., Penitenciário-Mór. (NIII)
3. Latino Malabranca Orsini, O.P.  (NIII)
4. Simon de Brion (eleito com o nome Martinho IV) (UIV)
5. Anchier Pantaléon de Troyes (UIV)
6. Guillaume de Bray (UIV)
7. Gerardo Bianchi (NIII)
8. Girolamo Masci, O.F.M. (futuro Papa Nicolau IV) (NIII)
9. Giacomo Savelli, protodiácono (futuro Papa Honório IV) (UIV)
10. Goffredo da Alatri (UIV)
11. Matteo Rosso Orsini (preso) (UIV)
12. Giordano Orsini (preso) (NIII)
13. Giacomo Colonna (NIII)

### Cardeal ausente
1. Bernard Ayglerius, O.S.B. (CIV)

De facto aposentado, mas várias fontes duvidam que ele tivesse sido promovido ao cardinalato

## Deliberações
Desde o início do conclave, os cardeais anti-angevinos criados principalmente por Nicolau III, com muitas posições-chave no Colégio e incluá três cardeais Orsini, tinham se consolidado como um bloco de votação inquebrável.
O avanço no impasse surgiu quando Carlos I substituído Orso Orsini, o podestà de Viterbo, por Riccardello Annibaldi, que começou a estourar na eleição e prender e remover os cardeais Orsini, permitindo que a facção pró-angevina e os partidários de Aldobrandeschi avançassem com a eleição de Simon de Brion, o candidato favorito de Carlos, como Papa Martinho IV. Giordano, o líder da facção anti-francesa, e seu sobrinho Matteo, foram presos, ações que garantiram que o novo papa francês não fosse bem-vindo no retorno a Roma.

## Consequências
A prisão dos cardeais causou um interdito para ser colocado sobre a cidade de Viterbo, como resultado da interdição e da hostilidade da cidade de Roma para um pontífice francês, Martinho IV mudou-se para Orvieto, onde ele foi coroado em 23 de março. Entre os primeiros atos de Martinho IV foram remover a partir de posições de destaque os Orsini, cardeais-sobrinhos de seu antecessor, Nicolau III, e substituí-los por candidatos franceses e pró-franceses.
Martinho IV permaneceu dependente de Carlos durante todo seu pontificado, logo após sua coroação, em 29 de abril nomeou Carlos um Senador romano e assistiu nas suas tentativas de restaurar o Império Latino, nomeadamente através da excomunhão do imperador bizantino Miguel VIII Paleólogo. Este último ato resultou na ruína da frágil união do Oriente e do Ocidente intermediado no Concílio de Lyon em 1274. O apoio de Carlos a Martinho IV continuou após as Vésperas sicilianas, quando Martinho IV excomungou Pedro III de Aragão, recentemente eleito pelos sicilianos como rei, e também declarou nula a sua realeza em Aragão e ordenou um cruzada contra ele, o que resultou no que se seguiu a Guerra das Vésperas sicilianas.
Os primeiros sete cardeais nomeados por Martinho IV eram franceses, mas o fato de que a morte de Martinho IV coincidiu com a de Carlos I, inevitavelmente, começou a enfraquecer a influência francesa.